# Invasione franca della Venezia
L'invasione franca della Venezia fu un conflitto combattuto negli anni 809-810 tra i Franchi del guidati da Pipino e il Ducato di Venezia, supportato dall'Impero d'Oriente.
Le sorti dell'evento risultano incerte a causa della scarsa attendibilità della cronachistica tradizionale, a sua volta basata su Giovanni Diacono. Gli storici moderni ritengono che l'invasione ebbe termine con un accordo tra Franchi e Bizantini, che portò alla caduta del doge Obelerio e del coreggente Beato.

## Storia

### Antefatto
L'incoronazione di Carlo Magno a imperatore e la conseguente reazione dell'Impero d'Oriente, unico erede legittimo dell'Impero Romano, ebbero riflessi anche nella già difficile politica interna del Ducato di Venezia. Si andarono così a formare un partito filo-franco, con base ad Eracliana, e un partito filo-bizantino, rappresentato dalla capitale Malamocco.
Gli scontri fra le due fazioni assunsero toni sempre più violenti, al limite della guerra civile, e sfociarono nell'uccisione del patriarca di Grado Giovanni, vicino ai Franchi e al papato, per mano di Maurizio Galbaio, figlio, nonché coreggente, del doge Giovanni Galbaio.
La reazione degli avversari non si fece attendere: tra la fine dell'803 e l'inizio dell'804 un gruppo di esponenti filo-franchi si riunì a Treviso e orchestrò la deposizione dei Galbai che furono esiliati. Al loro posto venne eletto doge Obelerio che, affiancato dal coreggente Beato, si affrettò a riportare, seppur con il pugno di ferro, la pace nel Ducato. Successivamente condusse una politica decisamente favorevole a Carlo Magno: nell'805 si recò di persona a Diedenhofen, dove allora risiedeva il sovrano, e stipulò una «ordinatio de ducibus et populis tam Venetiae quam Dalmatiae», accordo dai contenuti sconosciuti che, in ogni caso, sancì il passaggio di Venezia nella sfera franca.
La risposta bizantina si concretizzò nell'806, quando Niceforo I inviò una flotta capeggiata da Niceta per riportare l'ordine in quella che era, almeno formalmente, una provincia dell'Impero d'Oriente. Obelerio non oppose resistenza e si sottomise ai Greci; d'altro canto, nell'807 Niceta concluse una tregua con Pipino, figlio di Carlo Magno e re dei Longobardi.
L'accordo, tuttavia, durò molto poco e le tensioni si riacuirono. Nell'809 la flotta bizantina tornò in laguna, questa volta guidata dal duca di Cefalonia Paolo. Dopo aver tentato, inutilmente, di stipulare un nuovo armistizio con Pipino, Paolo ritirò la flotta e questi invase il Ducato.

### Il conflitto
I dettagli sulle vicende ci sono tramandati da Giovanni Diacono e sono stati ritenuti validi dalla successiva storiografia veneziana. Vero è che Giovanni Diacono scrisse due secoli dopo i fatti, inoltre i suoi scritti traspirano di scarsa oggettività e di una certa tendenza al romanzamento. Gli studiosi moderni ritengono più veritiere le informazioni riportate negli annali franchi, per quanto laconiche.
Secondo Giovanni Diacono la responsabilità degli scontri è tutta di Pipino il quale violò unilateralmente la tregua profittando della dipartita della flotta bizantina. In realtà, la reazione franca fu determinata dall'atteggiamento ambiguo di Obelerio, incerto se allearsi con una o l'altra potenza. Come si è visto, Obelerio era un esponente filo-franco ma l'arrivo della flotta bizantina a Venezia lo aveva fatto passare senza indugi dalla parte di Costantinopoli.
Sempre a detta di Giovanni Diacono, i Franchi attaccarono le lagune sia dal mare che dalla terraferma, conquistando rapidamente i centri più periferici come Grado. In particolare, giunsero sino ad Albiola, a brevissima distanza dalla capitale, Malamocco. Verso l'estate dell'810 la notizia del nuovo approssimarsi della flotta bizantina di Paolo e di fronte al diffondersi di malattie dovute all'aria malsana, i Franchi decisero di forzare la situazione di stallo. A questo punto le sorti del conflitto si capovolsero: durante lo scontro finale, avvenuto nelle acque lagunari alle spalle di Malamocco, la flotta franca, impacciata nelle manovre tra gli intricati intrecci lagunari di canali e bassifondi, fu facile preda delle agili imbarcazioni veneziane; gli invasori furono annientati e, secondo la tradizione, il massacro fu tale da lasciare il toponimo canal Orfano presso il luogo dello scontro.

### Conseguenze
L'unico vero sconfitto fu il doge Obelerio, compromesso a causa del suo comportamento altalenante. Mentre Franchi e Bizantini concludevano un nuovo accordo, il doge e il suo coreggente venivano arrestati e consegnati ai Greci: il primo fu esiliato a Costantinopoli, l'altro venne confinato a Zara, dove morì entro la fine dell'811.
In quello stesso anno veniva eletto il nuovo doge Angelo Partecipazio. Con lui i Veneti rinnovarono la loro lealtà verso Bisanzio, vedendo in cambio garantiti i loro vecchi privilegi e le antiche autonomie conquistate, cosicché le città adriatiche non furono incluse nel nuovo sistema burocratico bizantino fondato sui themata.